# D-6 HD
D-6 HD (D-6) — формат цифровой видеозаписи, совместно разработанный Toshiba (Япония) и BTS (Германия) и представленный в середине 1993 года. В формате D-6 применяется кассеты с 19 мм металлопорошковой магнитной лентой. При этом обеспечивается возможность записи видеоданных с потоком 1,2 Гбит/с без использования компрессии. Формат был представлен Обществу инженеров кино и телевидения (SMPTE), где его приняли как стандарт D-6, документация которого состоит из трёх частей: SMPTE 226M, SMPTE 277M и SMPTE 278M.
- SMPTE 226M определяет размеры трёх типов видеокассет (S, M и L) для использования цифровыми видеомагнитофонами. Они основаны на кассетах, применяемых для форматов D-1 и D-2, однако толщина ленты уменьшена с 13 мкм до 11мкм, что позволило увеличить время записи до 64, 28 и 8 минут соответственно размерам кассет L, М и S.
- SMPTE 277M определяет формат и метод записи блоков данных для наклонно-строчной видеозаписи на 19 мм ленту. В частности, данные наклонных и продольных строчек, метки управления. Эта часть стандарта не зависит от записываемых цифровых сигналов и не нуждается в изменении в случае введения нового стандарта изображения.
- SMPTE 278M описывает структуру данных наклонных строчек, временного кода и кода управления.

## Техническая спецификация
Формат D-6 был разработан таким образом, чтобы видеофонограмма не зависела от типа записываемых цифровых сигналов и не нуждалась в изменении в случае внедрения новых видеостандартов.
При записи поток данных 1,2 Гбит/с разбивается на 8 каналов по 150 Мбит/с, которые имеют определённую базовую структуру дорожки. В формате D-6 используется восемь записывающих видеоголовок для записи одного кластера, содержащего одновременно 8 наклонных строчек с шагом дорожки 21 мкм. Каждый кластер состоит из четырёх строчек, которые содержат информацию о яркости, и четырёх строчек с информацией о цвете.
Каждая дорожка (строчка) содержит 270 блоков, состоящих из пакетов данных, которые включают в себя информацию о синхронизации и идентификации. Все записываемые блоки имеют одинаковый размер, независимо от типа передаваемых данных — будь это видео, аудио или части дорожки, имеющие монтажные пропуски. Однако, предусмотрено два типа конфигурации записи в зависимости от характеристики формата (например, 1035 или 1080 активных строк). Первая конфигурация выделяет 229 байт на блок, а вторая — 239. Эти блоки могут быть вводным и завершающим идентификаторами или внутренними блоками кода.
Каждая строка в кластере состоит из трёх секторов. Первый и последний сектор содержат аудиоданные, а средний сектор содержит видеоданные. Количество бит на отсчёт может быть 20 или 24 и соответствует стандарту AES/EBU. Каждый аудиосектор включает данные одной стереопары, соответствующие одному периоду телевизионного поля. Поэтому монтаж производится стереопарами. Одно поле — это минимальный интервал при монтаже звука и видео.
Данные телевизионного поля формируются группой сегментов. Каждый сегмент начинается с видеосектора, следующего за аудиосектором и завершается вторым аудиосектором, который является частью следующего записываемого кластера. Количество сегментов в поле зависит от видеостандарта и представлено в таблице ниже.
| Число активных элементов в строке | Число активных строк в кадре | Частота кадров | Число полей/кадров | Число сегментов в поле |
| --------------------------------- | ---------------------------- | -------------- | ------------------ | ---------------------- |
| 1920                              | 1035                         | 30/29.97       | 2                  | 5                      |
| 1920                              | 1080                         | 30/29.97       | 2                  | 5                      |
| 1920                              | 1152                         | 25             | 2                  | 6                      |
| 1920                              | 1080                         | 24             | 2                  | 6                      |
| 1280                              | 720                          | 60             | 1                  | 5                      |

### Видео
- Стандарт кодирования — 4:2:2:
- Частота дискретизации, МГц:
  - 74.25 (Y)
  - 37.125 (R-Y/B-Y)
- Квантование, бит/отсчёт:
  - Y — 10 бит (режим 24/25 кадров/с) и 8 бит (30 кадров/с)
  - R-Y/B-Y — 8 бит
- Поток данных — 1,2 Гбит/с
- Стандарты разложения при записи ТВЧ:
  - 1920 x 1080/24sF[1]
  - 1920 x 1080/23.976sF
  - 1920 x 1080/25sF
  - 1920 x 1080/60i
  - 1920 x 1080/59.94i
  - 1920 x 1080/50i
  - 1280×720/25p

### Звук
- Система 30 кадров/с — 10 каналов, 5 стереопар
- Система 24/25 кадров/с — 12 каналов, 6 стереопар
- Аудиостандарт — AES/EBU
- Частота дискретизации, кГц — 48
- Квантование, бит/отсчет — 20 или 24

### Параметры формата
- Размер барабана — 96 мм
- Наклонно-строчная видеозапись
- Число видеоголовок записи — 2 кластера по 8 (0/180°), всего 16
- Число видеоголовок воспроизведения — 2 кластера по 8 (0/180°), всего 16
- Число стирающих головок — 2 (0/180°)
- Общее число видеоголовок на барабане — 34
- Шаг дорожки — 21 мкм
- Продольные дорожки — дорожки временного кода, управления, монтажного звука

### Параметры носителя
- Ширина ленты, мм — 19
- Толщина ленты — 11 мкм
- Рабочий слой — Металлопорошковый
- Скорость ленты ~497 мм/с
- Время записи на кассеты, мин.:
  - L — 64
  - M — 28
  - S — 8
- Ёмкость кассет, ГБ
  - L — 460
  - M — 201
  - S — 57.5